# سد دریاچه پویانگ
سد دریاچه پویانگ (به لاتین: Poyang Lake Dam) یک سد در چین است که در Jiujiang, Jiangxi, China واقع شده‌است.